# Oliver Jarvis
Oliver Jarvis, född den 9 januari 1984, är en brittisk racerförare som tävlar för Mazda Team Joest i IMSA. Han har tidigare tävlat för Bentley i Blancpainserien och Audi i WEC och Le Mans.

## Racingkarriär
Jarvis hade framgångar i brittiska formel Renault, där han blev mästare 2005. Han körde i det brittiska F3-mästerskapet under 2006, där han slutade på andra plats.  
Jarvis flyttade sedan till Japan och tävlade i det Japanska F3-mästerskapet 2007, där han slutade trea totalt. Han avslutade säsongen genom att vinna det prestigefyllda Macaus Grand Prix i formel 3.
Säsongen 2008 körde han i DTM för Audi, med en femteplats som bäst. En motig säsongsavslutning hindrade Jarvis ifrån att nå topp-tio i mästerskapet.

### Fotnoter
1. ↑  ”Mazda Team Joest reveals IMSA line-up for 2018” (på engelska). Motorsport.com. https://www.motorsport.com/imsa/news/mazda-team-joest-reveals-imsa-driver-lineup-for-2018-983683/. Läst 21 december 2017.
2. ↑  Watkins, Gary. ”Audi WEC refugee Oliver Jarvis gets Bentley GT factory drive” (på engelska). Autosport.com. https://www.autosport.com/gt/news/127696/jarvis-gets-factory-bentley-gt-drive. Läst 21 december 2017.
3. ↑  ”BENTLEY MOTORSPORT SIGNS OLIVER JARVIS” (på engelska). www.bentleymedia.com. https://www.bentleymedia.com/release/735/. Läst 21 december 2017.
4. ↑  ”Jarvis signs to race in GT1 World Championship, racing an Audi R8 for WRT” (på engelska). Autosport.com. https://www.autosport.com/gt/news/97767/jarvis-to-race-in-gt1-in-wrt-audi. Läst 21 december 2017.